# Naturschutzgebiet Ahrenshäger See
Das Naturschutzgebiet Ahrenshäger See ist ein 41 Hektar großes Naturschutzgebiet in Mecklenburg-Vorpommern drei Kilometer nordöstlich von Krakow am See. Die Unterschutzstellung erfolgte am 1. Oktober 1990. Das Schutzgebiet umfasst den Ahrenshäger See mit angrenzendem Verlandungsgürtel und einem Moor am Nordufer des Krakower Sees.
Der aktuelle Gebietszustand wird als gut eingeschätzt. Störend wirkt sich die gelegentlich – unerlaubt – durchgeführte Angelnutzung aus. Das Seeufer kann von der Landstraße Krakow–Teterow eingesehen werden, die unmittelbar nördlich an den See grenzt. Hinweistafeln informieren über das Gebiet.
Das Naturschutzgebiet ist Bestandteil des FFH-Gebietes Nebeltal mit Zuflüssen, verbundenen Seen und angrenzenden Wäldern.

## Geschichte
Der Ahrenshäger See geht auf eine isoliert liegende Toteisform zurück, die während der letzten Eiszeit entstand. Er ist ein Quellsee, der von kalkhaltigem Grundwasser gespeist wird und heute Wassertiefen bis zu acht Metern aufweist. Noch auf der Wiebekingschen Karte aus dem Jahr 1786 ist ein Zufluss aus einem nördlich gelegenen Moor verzeichnet. Dieser wurde durch den Straßenbau zugeschüttet. Eine Siedlung am Nordostufer des Sees wurde im Laufe der Zeit wieder aufgegeben. In den 1960er Jahren wurden auf mineralischen Standorten vereinzelt Fichten gepflanzt. Der See wird regelmäßig von Fischern genutzt.

## Pflanzen- und Tierwelt
Der nährstoffarme See weist noch umfangreiche Grundrasen mit Armleuchteralgen auf. Ein schmaler Gehölzsaum mit Erlen, Birken und Weiden umgibt den See. Das Moor im westlichen Gebietsteil ist mit Sumpfporst, Erlen, Birken, Torfmoosen, Moosbeere, Sumpfkalla, Trunkelbeere und Heidelbeere bedeckt. Große Bestände von Wasserfeder finden sich in Entwässerungsgräben. Auf Mineralboden wachsen Eichen und Hasel sowie auf den umliegenden Hängen Rotbuchen und Kiefern. Brutvögel im Gebiet sind Mittelspecht, Schwarzspecht und Kleinspecht, Hohltaube, Waldlaubsänger, Kleiber, Kernbeißer, Gartenbaumläufer sowie Trauer- und Zwergschnäpper. Wasserfledermaus und Siebenschläfer sind Vertreter der Säugetiere.